# Łucja Kim
Św. Łucja Kim (ko. 김 루치아) (ur. 1769 w Seulu, Korea – zm. sierpień/wrzesień 1839 w więzieniu w Seulu) – męczennica, święta Kościoła katolickiego.
Prawdopodobnie Łucja Kim została katoliczką już w młodości, mimo to poślubiła niechrześcijanina. Ponieważ nie zgadzał się on na jej przynależność do kościoła, wyprowadziła się i mieszkała u współwyznawców. Chętnie przyjmowano ją pod dach, gdyż pomagała w prowadzeniu domu, zajmowała się dziećmi i opiekowała chorymi.
Podczas prześladowań katolików w Korei została aresztowana pomimo podeszłego wieku. Torturami próbowano zmusić ją do wyrzeczenia się wiary i wydania innych chrześcijan. Na skutek odniesionych obrażeń zmarła w więzieniu pod koniec sierpnia lub na początku września 1839 roku.
Dzień jej wspomnienia przypada 20 września w grupie 103 męczenników koreańskich.
Beatyfikowana 5 lipca 1925 roku przez Piusa XI, kanonizowana 6 maja 1984 roku przez Jana Pawła II w grupie 103 męczenników koreańskich.